# Albert Roca
Albert Roca Pujol (Granollers, 20 ottobre 1962) è un allenatore di calcio ed ex calciatore spagnolo, di ruolo difensore. È consulente tecnico del Bengaluru.

## Carriera

### Giocatore
Ha sempre giocato vestendo maglie di squadre del proprio Paese.

### Allenatore
Da Commissario tecnico ha partecipato alla Gold Cup nel 2015, guidando la nazionale salvadoregna.

## Palmarès

### Giocatore

#### Competizioni nazionali
- Segunda División B: 1

Sabadell: 1983-1984
- Coppa di Spagna: 1

Saragozza: 1985-1986
- Coppa della Federazione indiana: 1

2016-2017
- Hero Super Cup: 1

2018